# Luciano Gottardo
Luciano Gottardo (Padova, 20 agosto 1940) è un generale italiano, comandante generale dell'Arma dei Carabinieri dal 6 maggio 2004 al 5 luglio 2006.

## Biografia
Laureato in scienze strategiche e in sicurezza interna, entra nei carabinieri, come sottotenente di complemento, nel 1961. Nel 1963 diventa comandante di plotone del 13º Battaglione Friuli-Venezia Giulia. Dal 1963 al 1966 è comandante della compagnia di Roccella Ionica, in Calabria.
Dal 1966 al 1970 presta servizio presso lo Stato Maggiore della Marina a Roma e nel 1970 viene ammesso alla Scuola di Guerra di Civitavecchia. Dal 1973 al 1976 lavora a Milano come comandante della Compagnia di Porta Monforte.
Viene poi destinato al Comando Generale dell'Arma, nell'incarico di capo sezione prima, di capo ufficio personale ufficiali poi e infine, dal 1984 al 1987, di comandante del Gruppo CC di Genova. Dal 1988 al 1989 passa al comando dell'8º battaglione CC Lazio, per approdare subito dopo al comando generale dell'Arma nell'incarico di capo ufficio logistico e capo del 4º reparto.
Nel novembre del 1992 Gottardo diventa per due anni vicecomandante della Legione Carabinieri Lombardia a Milano. Sono seguiti: il comando della Legione Carabinieri Marche ad Ancona (dal 1994 al 1996), quello della Scuola Ufficiali Carabinieri (dal 1996 al 1999), l'ufficio di coordinamento presso il Ministero dell'Interno (dal 1999 al 2001) e il comando della Divisione unità mobili CC (dal 2001 al 2002).
Dal 2002 al 2004 è stato comandante del Comando Interregionale Carabinieri "Pastrengo" con sede a Milano e competenza su Lombardia, Piemonte, Valle d'Aosta e Liguria.
Il 6 maggio 2004, Gottardo prende il posto di Guido Bellini e diventa il primo Comandante Generale proveniente dai carabinieri, incarico che ricopre fino al 6 luglio 2006; il suo successore, fino al luglio 2009, è stato il Gen. Gianfrancesco Siazzu.